# Badari Tibor
Badari Tibor (Mátészalka, 1948. augusztus 17. – Budapest, 2014. október 9.) kétszeres Európa-bajnok ökölvívó, edző.

## Pályafutása
1963-tól a Csepeli Papír, majd 1967-től a Budapesti Honvéd ökölvívója volt. 1967-től 1976-ig szerepelt a magyar válogatottban. A magyar csapat tagja volt az 1968. évi mexikóvárosi és az 1976. évi montreali olimpián. Pályafutása legjelentősebb sikereit 1971-ben Madridban, majd 1975-ben Katowicében érte el, ahol egy-egy Európa-bajnoki aranyérmet nyert. Az aktív sportolástól 1978-ban vonult vissza.
1980-ban a Testnevelési Főiskolán ökölvívó szakedzői oklevelet szerzett, majd 1989-ig a Budapesti Honvéd, 1994-től a ZBC (Zuglói Boksz Club) vezetőedzője lett.

## Sporteredményei
- kétszeres Európa-bajnok (harmatsúly: 1971; pehelysúly: 1975)
- nyolcszoros magyar bajnok (légsúly: 1967, 1968; harmatsúly: 1970, 1971; pehelysúly: 1973, 1974, 1975, 1976)
- négyszeres magyar csapatbajnok (1967, 1968, 1970, 1976)